# Amenthes
Amenthes es el nombre de una característica de albedo sobre la superficie de Marte. Se encuentra localizada entre la Terra Cimmeria y la Amenthes Fossae en el sistema de coordenades centrada en 4.94° de latitud Norte y 110° de longitud Este. El nombre fue aprobado por la IAU en 1958 haciendo referencia a la ultratumba de la mitología egipcia.